# نله-لیس وایکسو
نله-لیس وایکسو (انگلیسی: Nele-Liis Vaiksoo؛ زادهٔ ۱۶ مارس ۱۹۸۴) یک خواننده بازیگر و صداپیشه اهل استونی است.
وی در دوبله آثار زیادی به زبان استونیایی به عنوان صداپیشه حضور داشته است.